# Windsor (Nuevo Hampshire)
Windsor es un pueblo ubicado en el condado de Hillsborough en el estado estadounidense de Nuevo Hampshire. En el Censo de 2010 tenía una población de 224 habitantes y una densidad poblacional de 10,03 personas por km².

## Geografía
Windsor se encuentra ubicado en las coordenadas 43°6′50″N 72°0′55″O / 43.11389, -72.01528. Según la Oficina del Censo de los Estados Unidos, Windsor tiene una superficie total de 22.33 km², de la cual 21.62 km² corresponden a tierra firme y (3.17%) 0.71 km² es agua.

## Demografía
Según el censo de 2010, había 224 personas residiendo en Windsor. La densidad de población era de 10,03 hab./km². De los 224 habitantes, Windsor estaba compuesto por el 95.98% blancos, el 0.45% eran afroamericanos, el 0% eran amerindios, el 0.45% eran asiáticos, el 0% eran isleños del Pacífico, el 0% eran de otras razas y el 3.13% pertenecían a dos o más razas. Del total de la población el 2.23% eran hispanos o latinos de cualquier raza.